# Plaza de Armas de Curicó
La plaza de Armas de Curicó es la plaza central de la ciudad de Curicó (la "ciudad del Vino") (Chile), ubicada en la VII Región del Maule. En el año 1986 fue declarada zona típica y patrimonial.

## Origen
A principios del siglo XX, por orden del Alcalde Lindorfo Baeza, en la plaza de Armas de Curicó se plantaron 60 palmeras provenientes de las Islas Canarias. Y con el tiempo esta plaza se convirtió en lo que es hoy, un espacio que destaca las variedades de su vegetación y esculturas.

## Ubicación
Las calles principales donde se ubica la plaza son: Yungay, Carmen, Yungay Estado y Merced. En la esquina de Yungay con Marced al poniente de la plaza están los muros de la antigua Iglesia Matriz, que se dañó en el terremoto de 1985 y que actualmente se encuentra en proceso de reconstrucción y el Liceo Fernando Lazcano; al oriente, el edificio de la Ilustre Municipalidad, la oficina de Correos, y el renovado edificio de la Gobernación Provincial; en las veredas norte y sur se emplazan distintos servicios, destacando bancarios y notariales.
En el sector sur del cuadrante fundacional, en Avenida San Martín, se ubica la Iglesia del Carmen y hacia el oriente, pasado Avenida Manso de Velasco, la Iglesia San Francisco, perteneciente a la Orden Franciscana (fundada en 1731).

## Características de la Plaza de Armas de Curicó
Una de sus principales características, es que esta plaza se encuentra rodeada de áreas verdes, con gran cantidad de árboles y plantas. Su vegetación posee plantadas en 1910, 60 ejemplares de palmeras Phoenix canariensis (provenientes de Islas Canarias), Palmeras Chinas, Cedro del Himalaya, Cedro Líbano, Roble Americano, Ciruela de Flor del Cáucaso, Abeto Ciprés de Japón , Abeto de España, un Laurel Rosa Europeo, entre otras diversas especies.
El historiador e hijo Ilustre de Curicó, Oscar Ramírez Merino, menciona una especie originaria de China, llamada Ginkgo Biloba, o "Árbol de los mil escudos", que crece en el costado sur poniente de la plaza, estos son vegetales primitivos que han logrado sobrevivir a los tiempos y a cambios de la tierra. Debido a sus especies arbóreas y sus monumentos históricos,esta zona es considerada una de las plazas más hermosas de Chile, ya que la asemejan a un jardín botánico.
Alrededor de la Plaza, además se ubican locales comerciales, como los Servicentros, los Bancos, la Municipalidad de Curicó, la Iglesia Matriz, el Club de la Unión (ya derrumbado), el Liceo de Niñas Fernando Lazcano. entre otras entidades comerciales y patrimoniales.
Previo al terremoto del 27 de febrero, se encontraban frente a la Plaza de Armas, el Diario La Prensa (fundado en 1898), y la Gobernación Provincial de Curicó.
La plaza de Armas ha sido renovada en los últimos tiempos, mejorando su iluminación. Las luces resaltan en la plaza la estética de los árboles y los monumentos.

## Fiesta de la Vendimia

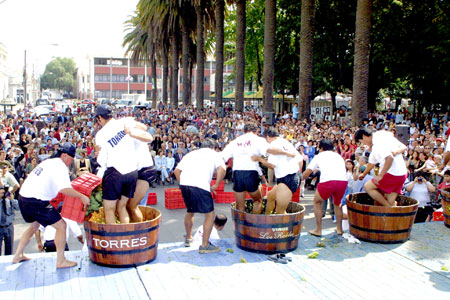
La fiesta de la Vendimia se celebra anualmente en la Plaza de Armas de Curicó.

La ciudad de Curicó es conocida por sus actividades tradicionales, y en su mayoría son celebradas en la Plaza de Armas.
Muy tradicional es la Fiesta de la Vendimia, celebración organizada por el municipio, junto a las más importantes viñas de la zona. Esta fiesta se efectúa entre el 15 y 20 de marzo de cada año. Una de las atracciones más vistas es la "Fuente del vino", de la que emanan vinos producidos en la zona, que pueden ser bebidos libremente por el público asistente.

## Monumentos patrimoniales

### Quiosco
Este Quiosco está ubicado en el sector este de la Plaza, y fue construido en 1905 con material de fierro hundido. Su estructura tiene 2,5 m. sobre el nivel del suelo y está sostenida por diez pilares de hierro anclados al piso por medio de poyos. Por su valor arquitectónico y artístico, el Quiosco de la Plaza de Armas de Curicó,fue declarado Monumento Histórico Nacional en el año 1978, por el decreto supremo DS 789 del 27 de julio de 1978, bajo la firma de Arturo Balmaceda Fontecilla, Intendente de Curicó en aquella época.

### Pileta central

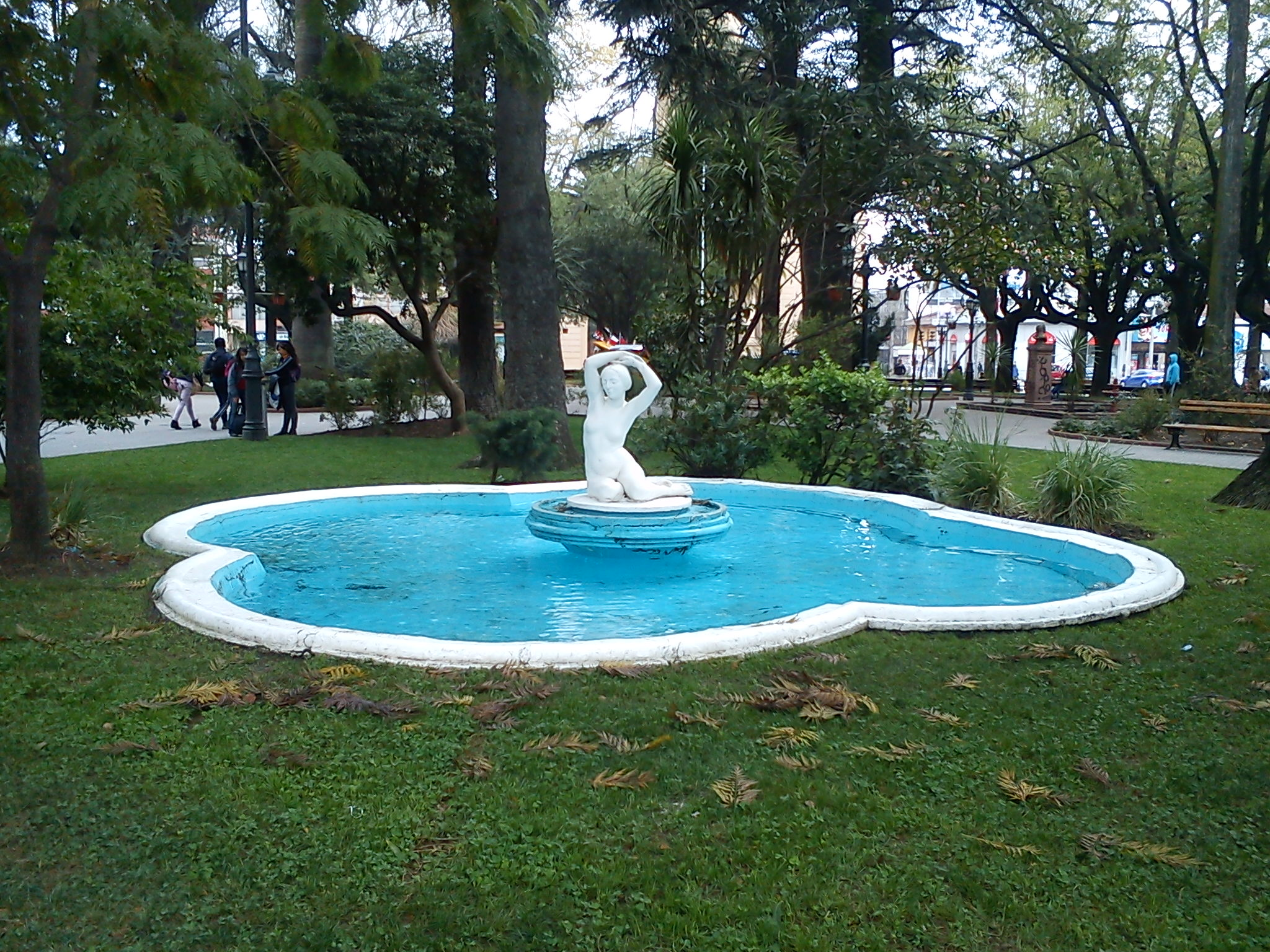
Pileta de Plaza de Armas de Curicó.

La fuente central de la Plaza de Armas de Curicó en 1865 fue traída desde Francia. La pileta con el tiempo fue adornada y ornamentada con flores de temporada, en donde posee plantas acuáticas y piedra lisa, para que los peces Koi puedan reproducirse.Estos peces son un gran atractivo turístico, son 30 especies, de diversos tamaños y colores, y reciben alimentación especial para su cuidado. Esta pileta además contiene esculturas de artistas nacionales.

### Lautaro
La estatua de Lautaro, ubicada en el sector sur-oriente de la plaza. Fue tallada por el artista Heraclio "Kako" Calquín, desde el tronco de un árbol.

### Esculturas blancas
El director e impulsor de las obras municipales cercano a los años "60", fue José San Martín Ferrari, bajo la alcaldía de Jacinto Valenzuela. Se adquirieron obras de artistas nacionales como "El niño taimado" y "El niño de la fuente" del escultor Simón González, la "Hoja de Laurel" de Virginio Arias y "La Fontana" del artista José Caroca. Obras que hoy en día son parte de la plaza principal de Curicó.